# ロイヤルアルバート橋
ロイヤルアルバート橋（ロイヤルアルバートきょう、英語: Royal Albert Bridge、場合によってはサルタッシュ橋 Saltash Bridge）は、イギリスのデヴォン・プリマスとコーンウォール・サルタッシュを結ぶテイマー川に架かる鉄道橋である。特徴的な長さ455フィート（約138.7 m）の2連のレンズ状錬鉄トラスが水面上100フィート（約30.5 m）に架設されており、アプローチの桁は在来型のプレートガーダーとなっている。これにより全長は2,187.5フィート（約666.8 m）となっている。コーンウォールへ結ぶコーニッシュ本線を通している。
設計はイザムバード・キングダム・ブルネルによる。調査は1848年に開始され、1854年に着工した。1857年に最初の主桁が架設され、1859年5月2日にアルバート王子の臨席により開通した。ブルネルはこの年の末に亡くなり、記念として橋の両端の入口部分に名前が描かれている。20世紀になってから、アプローチの桁を交換し主桁を補強する工事が行われている。その建設以来多くの観光客を集め、多くの絵画・写真・ガイドブックに載っている。開通の100周年・150周年行事が1959年と2009年にそれぞれ行われている。

## コーンウォール鉄道
ファルマスへ結ぶ鉄道は、1830年代に2つの異なる提案が行われた。「中央案」は、エクセターからダートムーアの北を周っていく経路で、建設は簡単であったが中間の交通量は少なかった。もう一方は「海岸案」で、多くの技術的に困難な点がある路線であったが、重要な海軍の町プリマスとセントオーステル周辺の工業地帯を通ることができる。中央案はロンドン・アンド・サウス・ウェスタン鉄道が支持していたのに対し、海岸案はコーンウォール鉄道と、デヴォンポートにおいてサウス・デヴォン鉄道とこの鉄道が接続することを望むグレート・ウェスタン鉄道が支持していた。1845年にコーンウォール鉄道は議員立法を提案したがこれは却下された。これは、ウィリアム・ムーアソンの計画ではハーモウズの入江を鉄道連絡船で結ぶことになっていたことも一因であった。これを受けてイザムバード・キングダム・ブルネルは主任技術者を引き継ぎ、テイマー川上流のサルタッシュで川を渡る提案を行った。この提案に基づく法案は1846年8月3日に通過した。

## 設計

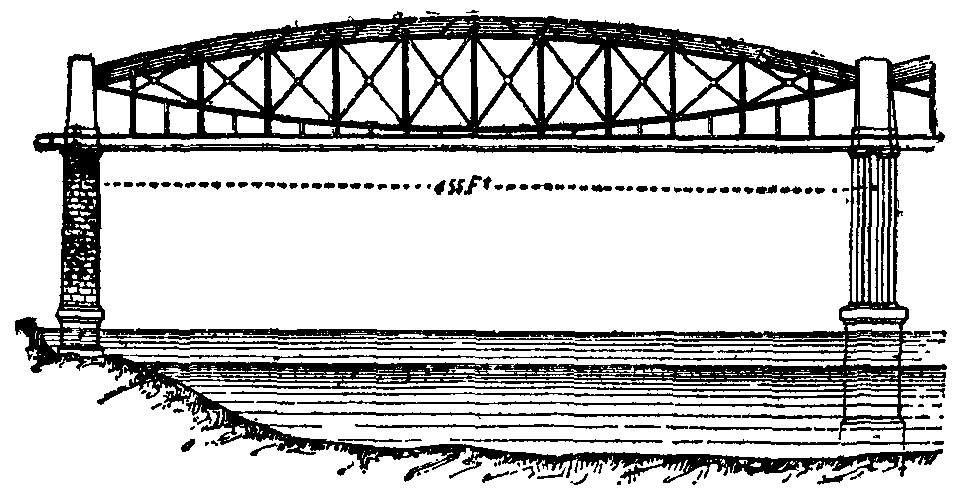
1径間とその橋脚を描いた図

設計は、19世紀中盤に架けられた巨大な錬鉄製橋梁3つのうちの最後の橋として、これ以前にロバート・スチーブンソンが設計して架けた2つの橋に影響を受けている。ブルネルの橋の2つの中央径間は、スチーブンソンがニューカッスル・アポン・タインのタイン川に1849年に架けたハイ・レベル橋の設計の新しい応用であった。また同年、メナイ海峡を渡るブリタニア橋の橋桁をスチーブンソンが架設する作業を行った際にブルネルは現地を訪問していた。1849年から1853年にかけてブルネル自身も鉄製の橋を架けている。ワイ川に架かるチェプストウ鉄道橋は、サウス・ウェールズ鉄道を通しており、後にロイヤルアルバート橋に用いられた方法と同様の、300フィート（約91 m）の曲がったチューブ状の主桁を用いたトラスと100フィート（約30 m）の在来型プレートガーダーのアプローチを特徴としていた。
サルタッシュでは、テイマー川は約1,100フィート（約340 m）の幅である。ブルネルの最初の構想では、ここを木造の橋で渡り、その中央の支間は255フィート（約78 m）、6つのアプローチの支間は105フィート（約32 m）で、水面上80フィート（約24 m）の空頭高を確保するものであった。しかしこれは、航行可能な水路に法的な責任を持つ海軍本部によって却下され、ブルネルは100フィート（約30 m）の空頭高を確保するために2つの中央支間を300フィート（約91 m）に、2つのアプローチ支間を200フィート（約61 m）とする設計を考え出した。実際に建設された最終設計では、2つの錬鉄製主桁の支間は455フィート（約138.7 m）、空頭高は平均的な大潮の時期に対して100フィート（約30.5 m）となった。この2つの支間はレンズ状のトラスとなっており、上側の弦は重いチューブ状の圧縮力を受けるアーチとなっており、一方で下側の弦は鎖で構成されている。各トラスは単純に載せられているだけであるので、橋脚には水平方向の力はまったく働かなくなっており、これは両端の曲線を描いた線路を考えると重要である。これら2つの弦の間にはX字の補強材が入っており、また下弦より下にある線路を通す連続プレート桁を吊るハンガーが通されている。また両岸には17の短い在来型のプレートガーダーのアプローチがある。コーンウォール側の岸では、サルタッシュ駅から川の方へ向かって67.5フィート (20.6 m)、69.5フィート (21.2 m)、69.5フィート (21.2 m)、69.5フィート (21.2 m)、69.5フィート (21.2 m)、69.5フィート (21.2 m)、69.5フィート (21.2 m)、72.5フィート (22.1 m)、78.0フィート (23.8 m)、93.0フィート (28.3 m) の10径間で、これに対してデヴォン側の岸では川から岸へ向かって93.0フィート (28.3 m)、83.5フィート (25.5 m)、78.0フィート (23.8 m)、72.5フィート (22.1 m)、69.5フィート (21.2 m)、69.5フィート (21.2 m)、69.5フィート (21.2 m)の7径間となっている。これにより19支間で全長2,187.5フィート (666.8 m)となっている。

## 歴史

### 建設

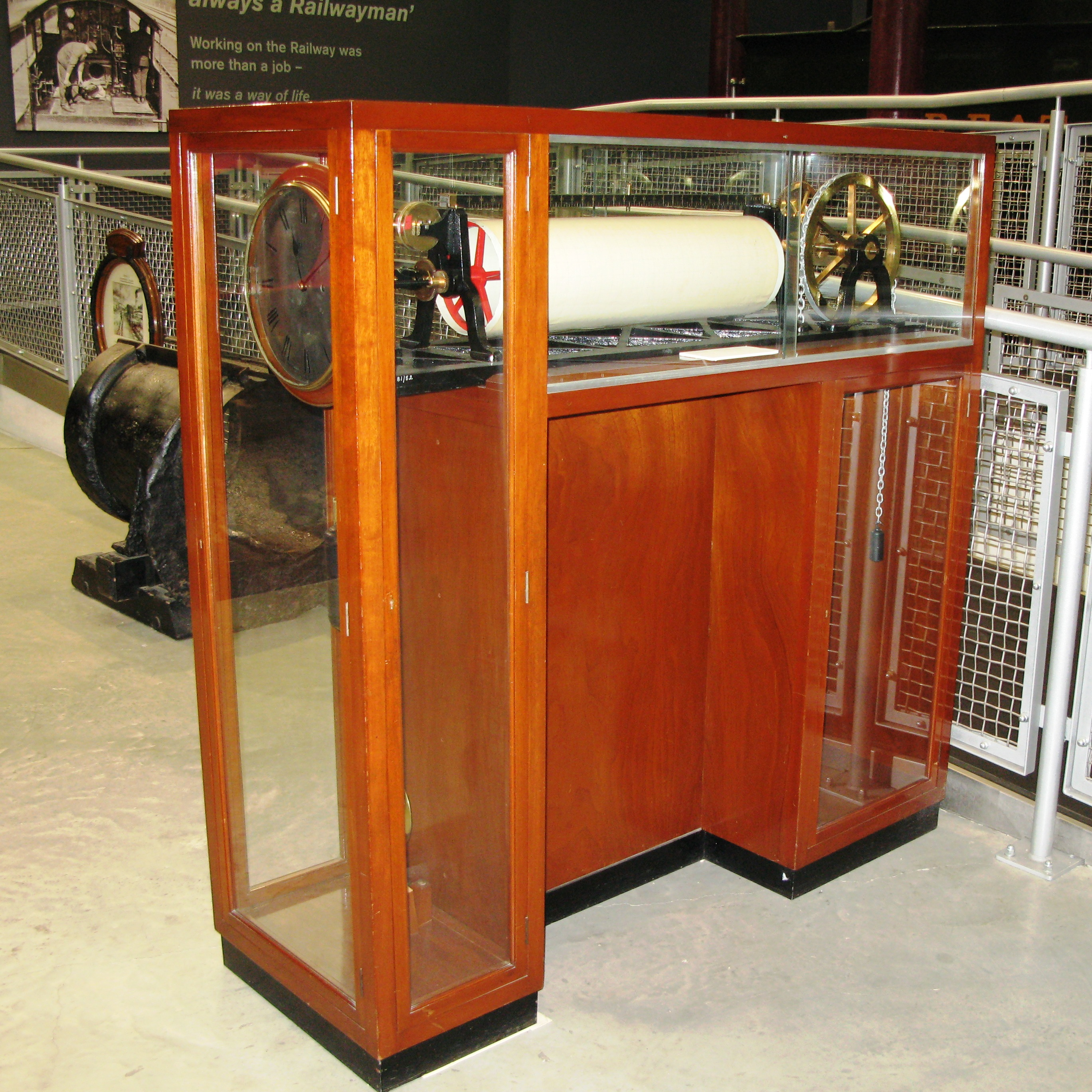
ブルネルの調査に際して、彼が設計した水位記録計

最初の作業は河床を正確に調査することであった。1848年4月26日、直径6フィート（約1.8 m）、高さ85フィート（約25.9 m）の鉄製の円筒がテイマー川に送り出された。この円筒の底で、河床を調査してその性質や堅固な基礎の位置を調査した。コーンウォール鉄道はこの時点では必要な資金を集めることができず、ほとんどの作業はこの年の夏に中断されたが、わずかな資金でブルネルは調査を続行することができた。円筒は35か所に降ろされて、合計175本のボーリングが実施された。
1853年、コーンウォール鉄道取締役会はこの橋の入札を行うことを決定し、ロンドン・ブラックウォールの造船業者で、ブリタニア橋の鉄構を請け負ったチャールズ・メア (Charles Mare) に建設作業を請け負わせることになった。彼がロイヤルアルバート橋を建設するために必要と見積もった額は162,000ポンドであったが、1855年9月21日、メアは破産してしまった。ブルネルは会社に対して、他に契約して請け負わせずに会社自身がこの作業を引き継ぐべきであると提案し、会社もこれに同意した。

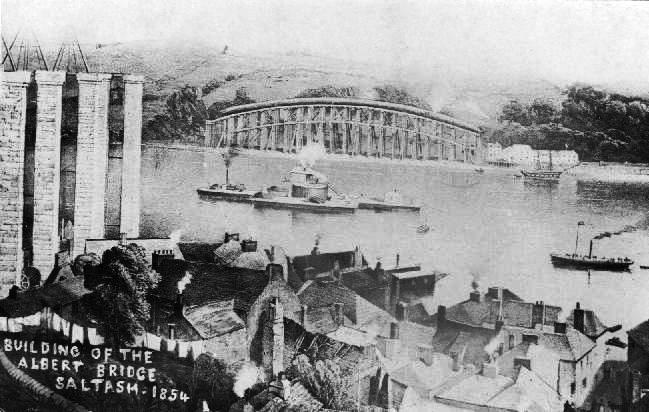
建設中の最初の桁と中央の橋脚、1854年にサルタッシュ側から見たもの

メアの最初の仕事は、デヴォン側の岸に桟橋と工場を備えた組み立て作業場を設置することであった。その後、直径37フィート（約11.3 m）、高さ90フィート（約27.4 m）の鉄製の円筒が造られ、これが中央の橋脚を建設する作業場とされた。円筒は1854年5月に送り出され、川の中央で4つのポンツーンの間に係留された。円筒の底は、1848年に調査された基盤の岩の形状に合わせて造られていた。川の底に円筒を設置して、その中の水がポンプで抜かれ、中の泥が掻き出された後、水のない状態で堅固な石の橋脚が建設された。この作業は1856年11月に完了した。
川のコーンウォール側にある陸向きの橋脚は1854年に完成し、これらの橋脚に載せられる桁は正しい位置に持ち上げられて設置された。次に建設されるのはコーンウォール側の主トラスであった。トラスの下弦は全長20フィート（約6.1 m）の長さのリンクで造られた鎖で構成されている。この鎖の多くは、やはりブルネルが取り組んでいたが中断されていたクリフトン吊橋から持ってきたもので、残りはサルタッシュにおいて新たに製造された。コーンウォール側の桁は1857年9月1日に所定の位置まで浮かせて移動され、そこから3フィート（約910 mm）ずつ、桁の下の橋脚が造られるたびに所定の高さまでジャッキアップされていった。中央の橋脚では八角形の鋳鉄製の柱が使われたが、陸側の橋脚は通常の石造のものであった。

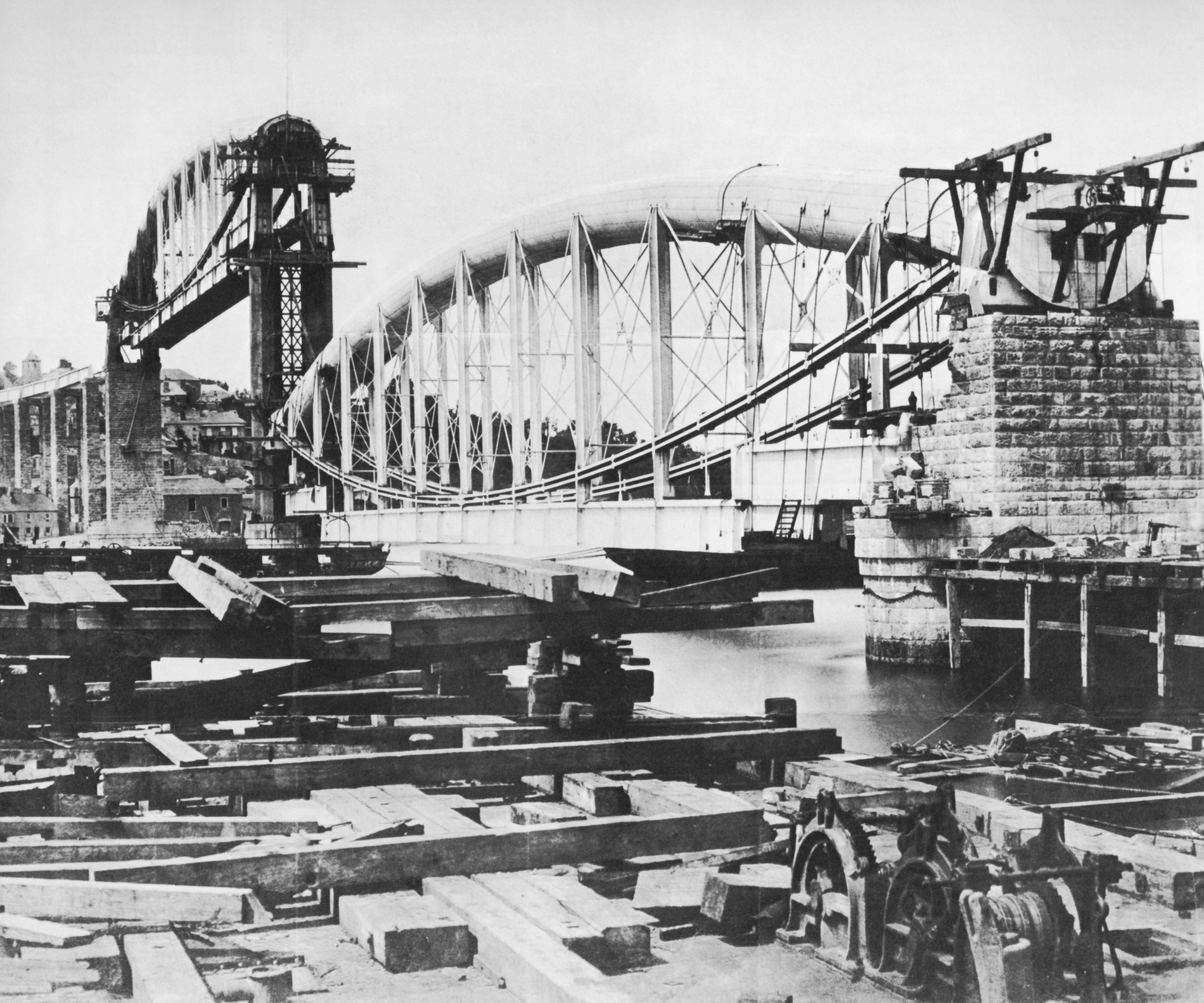
2番目の主桁が所定の位置まで移動され、最初の12フィート（約3.7 m）を持ち上げられた状態

トラスの組み立て作業場から最初のトラスが運び出されたので、デヴォン側のトラスの組み立て作業を始められることになった。これは最初のトラスとまったく同様に、1858年7月10日に浮かせて所定の位置に移動され、そこから同様の方法で持ち上げられていき、1858年12月28日に最終的な位置に据えられた。このトラスが運び出された後、作業場の一部は陸側の橋脚を立てるために整理され、その後デヴォン側のアプローチの桁が所定位置に持ち上げられた。作業が十分進捗したため、工事監督は1859年4月11日には列車で通って検査をすることができるようになった。
コーンウォール側のトラスは、現地に送りだされる前に試験が行われた。両端が木造の頑丈な橋脚で支えられ、他の足場は撤去された。桁に対して静的な荷重が1フィートあたり1.25トン、その次に2.25トンかけられ、桁のたわみと荷重を除去した後の変化を測定された。架設が完了した後、橋は通商委員会を代表するウィリアム・ヨランドにより、1859年4月20日に法令に基づく検査を受けた。彼は重い列車を橋に走らせ、メイントラスのたわみを測定した。デヴォン側のトラスは1.14インチ（約29 mm）、コーンウォール側のトラスは1.20インチ（約30 mm）と測定された。全体として、彼は高く満足できると評した。

### 開通日
アルバート王子は、1853年にはこの橋が彼の名前にちなんで名付けられることに同意していた。彼はまた開通の式典を行うように招かれ、1859年5月2日にウィンザーから特別列車で出発した。数千人の見物客も出席したが、ブルネル本人は病気のために出席できなかった。またコーンウォール側からの参加者は、リスカードにおいて乗っていた列車が故障してしまったため、式典に遅れてしまった。一般営業は1859年5月4日に開始された。

### 1859年以降の変化
1859年9月5日のブルネルの死後、彼を記念してI.K. BRUNEL, ENGINEER, 1859という大きな金属製の文字が橋の両端に取り付けられた。1921年には新しい取付通路が追加されたためにこの文字がよく見えなくなっていたが、2006年にネットワーク・レールがこれを移動させたため、再び文字を綺麗に見ることができるようになった。この通路はかつて1959年に一時的に撤去され、その百周年の年の間橋はライトアップされていた。
より重い機関車が通行できるようにするため、401本の新しいクロスガーダーが1905年に取り付けられた。1908年にはサルタッシュ駅にもっとも近い2つの桁について、新しい配線を実現するために幅の広いものに交換された。これ以外のアプローチの桁については、1928年から1929年にかけてすべて交換された。1930年代には新しいX字の補強材と斜め方向の対傾構が垂直のハンガーの間に追加され、橋をさらに強化し、吊っている鎖が正しい形となるようにした。

## 橋を見る

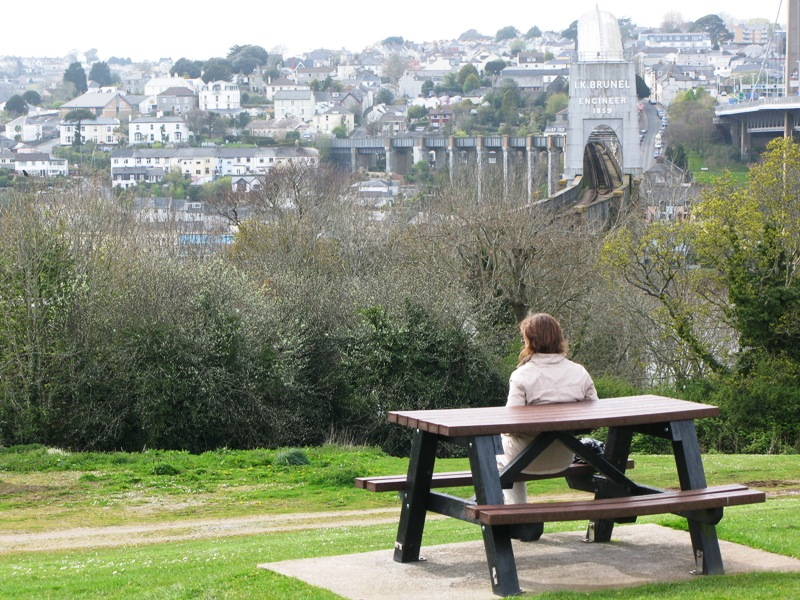
デヴォン側のテイマー橋事務所の近くにあるビューポイントから見た橋

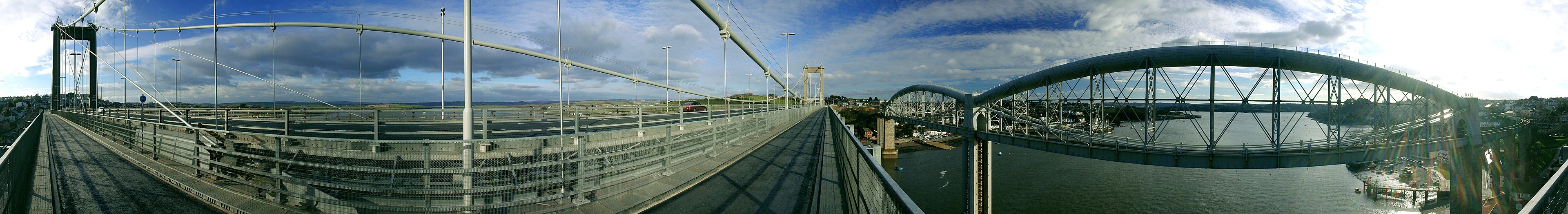
テイマー橋から見たロイヤルアルバート橋のパノラマ

現在でも、コーニッシュ本線を走る列車でこの橋を通行することは可能で、またテイマー川を通る船で橋の下をくぐることもできる。クルーズ船はフェニックス岸壁、プリマス、サルタッシュ、カルストックの間で運航されている。他にも橋の周辺にいくつかのビューポイントがある。
- サルタッシュ駅（英語版） (北緯50度24分26秒 西経4度12分33秒 / 北緯50.40719度 西経4.20924度)

コーンウォール側のアプローチはプラットホームの端からすぐに始まっている。この桁は橋の上の単線が駅に入る前に2本に分岐できるようにするために、1908年に交換されている。
- サルタッシュ埠頭 (北緯50度24分28秒 西経4度12分22秒 / 北緯50.40779度 西経4.20614度)

サルタッシュの前の浜は、主支間のコーンウォール側端の橋脚に続いている。橋を記念して文字を彫り込まれた石が橋の下、陸側のフォア通りに沿ってある。
- テイマー橋（英語版） (北緯50度24分28秒 西経4度11分59秒 / 北緯50.40777度 西経4.19974度)

道路の橋が鉄道の橋に対して北側の少し高い位置に並行に架けられている。無料の徒歩および自転車用通路が道路橋の南側に位置しており、そこから鉄道橋の詳細を見ることができる。自動車の料金所わきのガラス張りの部分では、デヴォン側の端の様子を見ることができる。
- セント・ブドー通路 (北緯50度24分21秒 西経4度12分02秒 / 北緯50.40585度 西経4.20069度)

デヴォン側の橋脚へは、セント・ブドーのウォーターフロントから行くことができる。トラスが組み立てられた作業場は、海岸へ下る道路の下、橋の脇のあたりにあった。

## 文化的影響

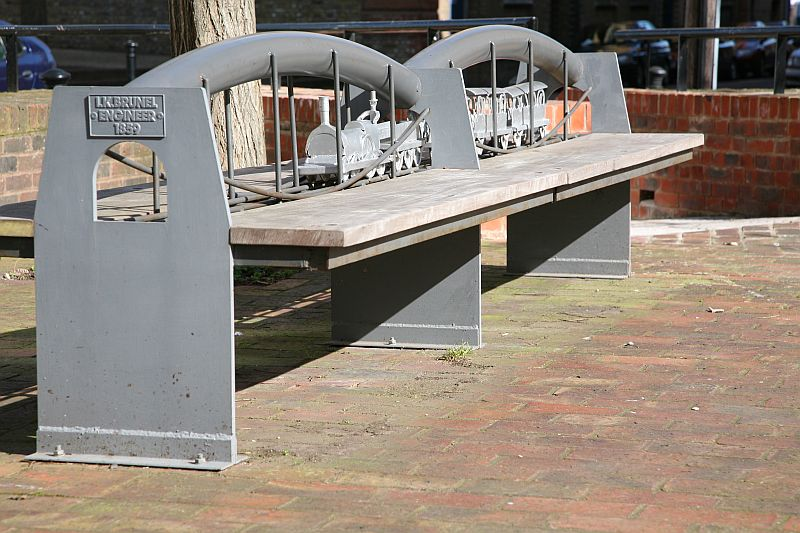
ロンドン・ロザーハイズにあるブルネル博物館に設置されているベンチ、橋の模型になっている

このような巨大で目立つ橋の建設はすぐに一般大衆の関心を惹いた。コーンウォール側の橋桁を1857年に送り出した際には約2万人の群衆が集まり、デヴォン側の橋桁を送り出した日も開通した日も多くの人がこれを見に来た。建設中は多くの写真が撮影され、また開通後はこの地域の芸術家、アルフレッド・ウォリスによるものなど、多くの絵の題材にもなった。多くの写真や絵はがきにも登場する。
開通したその年にはすでにガイドブックにも記載されている。「これはヘラクレスのなす仕事に違いないが、ブルネル氏はこれを実現してしまった」と褒めたたえ、橋の設計と建設の詳細を報告して「世界に比類のない新規で想像性に満ちた建造物」だとしている。100年以上経っても橋は多くの旅行ガイドに現れ続けている。ジョン・ベチェマンは、旅行者に与える影響を以下のように総括している。
グレート・ウェスタン鉄道から見られるプリマスの灰色のスレートと裏庭の景色がサルタッシュの橋の驚きを一層引き立てている。上流にも下流にも、灰色の軍艦がテイマー川に係留されている。100フィート下では、デヴォンからサルタッシュへ向かう哀れな蒸気フェリーがブルネルの壮大な橋と競争しようとしている。
橋は、デヴォンからコーンウォールへの変化の象徴となっている。グレート・ウェスタン鉄道の発行した旅行ガイド「コーニッシュ・リヴィエラ」では、ピーター・マイスが「旅行者をカウンティ、他より豊かなものであれば間違いなくまだイングランドのカウンティであるところから、あらゆる観点でイングランド的ではない公爵領へと旅行者を誘う魔法のような輸送手段である。サルタッシュの橋を渡る際に目を閉じれば、目を開けると海外の景色を見ることになる」と評している。しかしコーンウォール人はこれを違った見方をしており、イングランドのフォークデュオショー・オブ・ハンズはその"Cousin Jack"という歌の中で「私はテイマー川の橋を夢見る。それは我々を東に解き放った」と歌っている。
またITV1のテレビ番組「ザ・ウェスト・カントリー・トゥナイト」では、旧ウェストカントリーリージョンの間の背景表示となっている。

### 特別行事
特別な機会には行事が行われている。

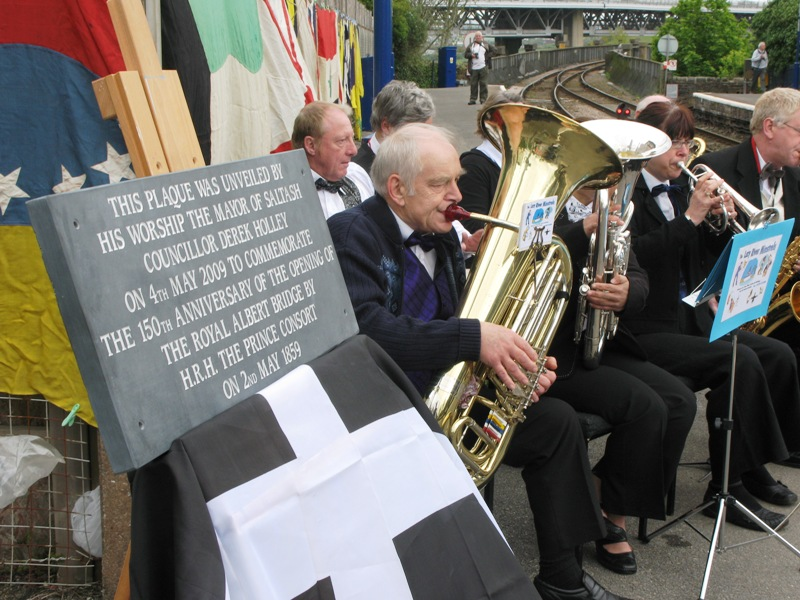
橋の150周年を祝って、2009年5月4日にサルタッシュ駅に新しい記念プレートが除幕された

- 1859年 - 一般に営業開始する2日前に、アルバート王子臨席で橋が開通した。ウィンザーから特別列車で到着し、橋と作業場の周りを見せられ、王室ヨットに乗って帰った[3]。
- 1959年 - 100周年を記念して、1959年の1年間橋がライトアップされた[3]。
- 2006年 - イザムバード・キングダム・ブルネルの200回目の誕生日がネットワーク・レールにより祝われ、橋の入口に記載された彼の名前を覆っていた保守通路が撤去された。
- 2009年 - この年は橋の開通150周年であった。祝日と週末であった5月2日から4日は150周年記念の特別行事が数多く開催され、橋をガイド付きで渡る行事や、開通日の情景の再現などが行われた[15]。